# EuroTorp
 (mars 2021).
Si vous disposez d'ouvrages ou d'articles de référence ou si vous connaissez des sites web de qualité traitant du thème abordé ici, merci de compléter l'article en donnant les références utiles à sa vérifiabilité et en les liant à la section « Notes et références ».
Le GEIE EuroTorp est un groupement d'entreprises de défense formé en juillet 1993 dans le cadre de la signature entre l'Italie et la France d'un accord intergouvernemental pour établir une coopération industrielle dans le domaine de la défense militaire et, plus spécialement, celui des torpilles.

## Description
Les membres qui composent le groupement européen d'intérêt économique sont :
- Whitehead Alenia Sistemi Subacquei S.p.A - WASS, société filiale du groupe public italien Finmeccanica devenu Leonardo en 2017,  pour 50%,
- DCNS devenu Naval Group en 2016, pour 26%,
- Thales, via sa filiale Thales Underwater Systems, pour 24%.

Le but du GEIE EuroTorp était de concevoir, développer, produire et commercialiser sur tous les marchés accessibles la torpille légère Torpille MU90 Impact.
En 2007, Naval Group (DCNS à l'époque), Finmeccanica et Thales ont annoncé leur intention de lancer une  coopération capitalistique destinée à renforcer l'industrie de défense navale européenne et à donner naissance à un leader mondial dans le domaine des armes sous-marines.
À cette fin, les trois sociétés avaient signé un accord de coopération à la mécanique assez complexe, à l'occasion du Sommet franco-italien de Nice, portant aussi bien sur les torpilles lourdes que les torpilles légères. Cet accord qui n'a pas vu le jour devait permettre de mettre en synergie les compétences clés de chacune des trois entreprises.